# COMIT
COMIT foi a primeira linguagem para processamento de cadeias de caracteres (strings) (compare SNOBOL,  TRAC e Perl), desenvolvida nos computadores da IBM, série 700/7000 pelo Dr.  Victor Yngve e colaboradores no  MIT entre 1957-1965. Yngve criou a linguagem para apoio à pesquisa informatizada na área de lingüística e, mais especificamente, na área de tradução automática para processamento de linguagem natural. A criação de COMIT levou à criação de SNOBOL.